# Sportcomplex Koude Keuken
Sportcomplex Koude Keuken is een sporthal aan de Zandstraat 284 in Koude Keuken, een wijk in Brugge. De sporthal beschikt onder meer over een boogschieterstoren, een café, een grote sportzaal, die kan gesplitst worden in 3 kleinere zalen en enkele buitenterreinen (3 tennisvelden, 1 basketbalveld, 8 petanquevelden, een beachvolleybalveld en een mini-pitch). In het complex kunnen enkele sporten beoefend worden, waaronder basketbal, tennis, handbal, handboogschieten, badminton, gymnastiek, minivoetbal en volleybal.
De hal dateert uit 1970 en onderging in 2012 een renovatie. Ook in 2020 bestonden er plannen voor een opknapbeurt.

## Accommodatie
In het complex is er 1 grote zaal die in 3 delen kan gedeeld worden. Op elk deel is er 1 minivoetbalveld, 1 basketbalveld, 1 volleybalveld, 4 badmintonvelden en 1 tennisveld. Over de gehele zaal zijn er 1 zaalvoetbalveld, 1 handbalveld, 3 minivoetbalvelden, 2 basketbalvelden, 3 volleybalvelden, 12 badmintonvelden en 3 tennisvelden. Binnen zijn er 10 kleedkamers met douches, 2 scheidsrechterlokalen en een WC. Buiten zijn er 2 kleedkamers en 1 scheidsrechterlokaal. Buiten is er ook nog het volgende: 1 kunstgrasveld, 3 buitentennisvelden, 8 petanquevelden, 1 buitenbasketveld, 1 minipitch, 1 fit-o-meter en 1 trapveld.